# CG-6
De CG-6 (Carretera General 6) is een hoofdweg in Andorra. De weg verbindt de CG-1 bij het dorpje Aixovall via het gehucht Bixessarri met de Spaanse grens richting Os de Civís. Tot 2008 heette de weg CS-110. De CG-6 is ongeveer zes kilometer lang.
CG-1 · CG-2 · CG-3 · CG-4 · CG-5 · CG-6